# 한일룡
한일룡(2000년 4월 29일~)은 조선민주주의인민공화국의 마라톤 선수이다. 2024년 하계 올림픽에 조선민주주의인민공화국 대표 선수로 참가했다.